# Klöv

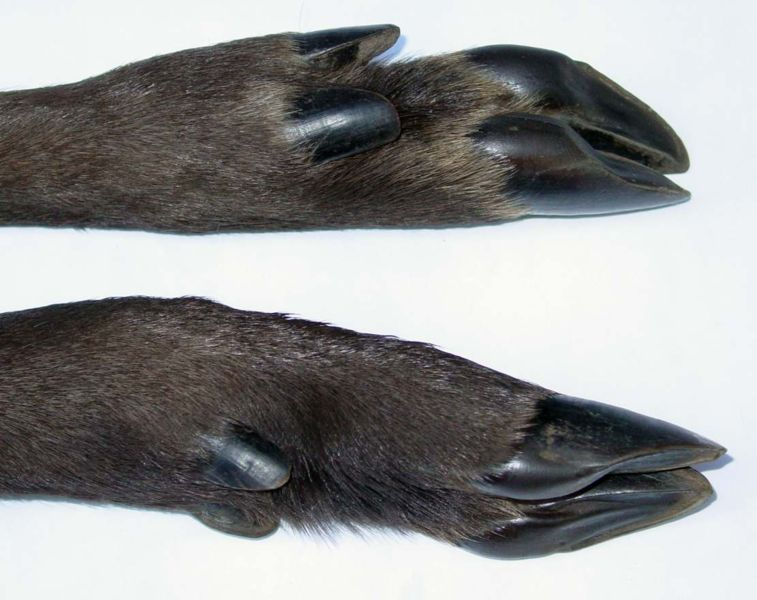
Rådjursklövar.

Klöv, hård vävnad på partåiga hovdjurs (klövdjurs) fötter. Motsvaras av de uddatåiga hovdjurens hovar och människans naglar.
Ordet har samma ursprung som det svenska ordet "klyva", och syftar på att de främre klövarna ser ut som en kluven hov.
De flesta klövdjur har två mindre klövar bakom de främre. Dessa kallas lättklövar eller biklövar.